# 利斯基夫齊
48°40′35″N 26°24′11″E / 48.67639°N 26.40306°E
利斯基夫齊（烏克蘭語：Лісківці），是烏克蘭的村落，位於該國西部赫梅利尼茨基州，由卡緬涅茨-波多利斯基區負責管轄，面積1.5平方公里，2001年人口278，人口密度每平方公里308.1人。